# Didea
Didea is een geslacht van zweefvliegen. De vliegtijd is doorgaans laat in het jaar, en de larven voeden zich met bladluizen.

## Soorten
De volgende soorten zijn bij het geslacht ingedeeld:
- D. alneti

Groene didea (Fallen, 1817)
- D. fasciata

Bosdidea Macquart, 1834
- D. fuscipes Loew, 1863
- D. intermedia

Dennendidea Loew, 1854
- D. pacifica Lovett, 1919